# La Capèla de Balaguièr
La Capèla de Balaguièr (en francès La Capelle-Balaguier) és un municipi francès situat al departament de l'Avairon i a la regió d'Occitània.

## Demografia
| 1962                                       | 1968 | 1975 | 1982 | 1990 | 1999 | 2006 |
| ------------------------------------------ | ---- | ---- | ---- | ---- | ---- | ---- |
| 196                                        | 206  | 215  | 227  | 246  | 240  | 277  |
| Des de 1962: població sense dobles comptes |      |      |      |      |      |      |

## Administració
| Període | Identitat   | Partit |
| ------- | ----------- | ------ |
| 1995-   | Jean Ferrie |        |